# Teknokapitalism
Teknokapitalism är ett begrepp som har använts för att förklara hur förändringarna i kapitalismen intimt hänger samman med den tekniska utvecklingen. Begreppet är ett så kallat teleskopord som bildats genom en hopsättning av begreppet teknologi och begreppet kapitalism. Luis Suarez-Villa argumenterar i boken Technocapitalism: A Critical Perspective on Technological Innovation and Corporatism för att det kapitalistiska systemet, och den framtida världen som sådan, formas i dagens forskningslaboratorier. I synnerhet är det forskning inom områden nanoteknologi, bioteknologi, bioinformatik, biofarmakologi, agro-biotech, biomimetics och robotar som han tror kommer att påverka framtiden mycket. Begreppet teknokapitalism har också använts av filosofen Douglas Kellner vid analyser av trender inom produktionen och den sociala betydelse som dessa trender har. 